# Eugenio Figueroa Pineda
Eugenio Figueroa Pineda (Huautla de Jiménez, 7 de julio de 1943 - Puebla de Zaragoza, 29 de julio de 2007) fue un maestro mexicano de origen indígena mazateco, pionero de la educación indígena en la Sierra Mazateca en el centro-suroeste de México.

## Biografía
Nació en la agencia de San Andrés Hidalgo, perteneciente al municipio de Huautla de Jiménez, Oaxaca, el 7 de julio de 1943, hijo de Luis Figueroa e Irene Pineda García, el penúltimo hijo de un total de trece.
Realizó sus estudios de nivel básico en su tierra natal, en la Escuela Primaria Federal "Lic. Benito Juárez García" (1952 - 1957). Posteriormente se trasladó a la capital oaxaqueña para efectuar sus estudios de nivel medio y normal primaria en el Instituto Federal de Capacitación del Magisterio No. 19 (1958 - 1964), asimismo ingresando a la Secretaría de Educación Pública (SEP) en 1961. Continuó su formación docente en la ciudad de Puebla donde realizó sus estudios en la Escuela Normal Superior "Belisario Domínguez" (1972 - 1977).
Realizó dos diplomados: el primero en 1965 titulado "Desarrollo de la Comunidad", en el Centro Regional de Educación Fundamental para América Latína de Pátzcuaro (Michoacán), becado por la Unesco. Y el segundo en 2003, "Educación intercultural bilingüe" en la Universidad Pedagógica Nacional Campus Puebla.

## Carrera profesional
- Maestro de grupo y director comisionado en diferentes comunidades (1961 - 1971).
- Supervisor escolar de zona (1972 - 1973).
- Director regional de educación indígena de Huautla de Jiménez, Oax. (1974 - 1976).
- Director del Centro de Capacitación para Promotores culturales y bilingües "Ricardo Flores Magón" de Huautla de Jiménez, Oax. (1976 - 1979).
- Coordinador técnico, administrativo y asesor de cursos de capacitación de Vicam, Sonora (1980).
- Asesor técnico responsable de cursos nacionales de capacitación a promotores de nuevo ingreso (1981 - 1982).
- Asesor técnico del Programa Integrado y Capacitador de Supervisores y Jefes de Zona de los estados de Querétaro, San Luis Potosí, Sonora y Baja California (1982).
- Coordinador técnico-administrativo y asesor de Cursos de Inducción a la Docencia en La Huerta Zinacatepec, Edo. de México (1983).
- Integrante del equipo técnico para formular planes y programas de educación indígena (1983 - 1984).
- Coordinador administrativo de Cursos de Inducción a la Docencia en:

1. (1985)
2. El Ocotito, Guerrero (1986)
3. Ahuazotepec, Pue. (1987 - 1989)
4. Santiago Yosondúa, Oax. (1990 - 1992)

- Coordinador estatal de educación primaria bilingüe en el Departamento de Educación Indígena (1993 - 1994).
- Asesor técnico de la Coordinación Regional de Desarrollo Educativo Puebla Oriente (1994 - 1996).
- Supervisor escolar de la Zona Escolar 108 de Coyula, Atlixco, Pue. (1996 - 2000).
- Supervisor escolar de la Zona Escolar 114 Puebla Sur (2000 - 2003).
- Jefe de Zonas de Supervisión de Educación Indígena Sector 02, Puebla, Pue..